# Santa Cruz de Paniagua
Santa Cruz de Paniagua è un comune spagnolo di 439 abitanti situato nella comunità autonoma dell'Estremadura.